# Фонтен сир Ме
Фонтен сир Ме (фр. Fontaine-sur-Maye) насеље је и општина у североисточној Француској у региону Пикардија, у департману Сома која припада префектури Абевил.
По подацима из 2011. године у општини је живело 155 становника, а густина насељености је износила 27,34 становника/km². Општина се простире на површини од 5,67 km². Налази се на средњој надморској висини од 24 метара (максималној 75 m, а минималној 33 m).

## Демографија
| 1962. | 1968. | 1975. | 1982. | 1990. | 1999. | 2011. |
| ----- | ----- | ----- | ----- | ----- | ----- | ----- |
| 187   | 191   | 157   | 151   | 139   | 129   | 155   |

График промене броја становника у току последњих година